# Hohenbergturm
Der Hohenbergturm ist ein Aussichtsturm, der sich am Ostrand des Pfälzerwald befindet.

## Lage
Der Turm befindet sich am Ostrand des Pfälzerwaldes und liegt in dessen Teilbereich Wasgau. Er steht auf dem namensgebenden Hohenberg auf der Gemarkung der Stadt Annweiler am Trifels und gehört zu dessen Ortsbezirk Queichhambach. Bereits unmittelbar östlich des Turms erstreckt sich die Gemarkung der Ortsgemeinde Birkweiler.

## Geschichte
Auf der Gipfelregion wurde angeblich zur Französischen Revolution nach 1794 eine Telegraphenstation aufgestellt, ein Teil der Kette Paris–Metz–Landau. Die Station wurde nach dem Übergang der Pfalz zu Bayern im Mai 1816 aufgegeben. Nach französischen Quellen war diese Linie zwar geplant, wurde jedoch wegen Geldmangel nie gebaut.
Von August bis September 1879 wurde auf dem Gipfel von den Verschönerungsvereinen Annweiler und Landau der knapp 9 m hohe Hohenbergturm errichtet. Der Aussichtsturm wurde wie eine kegelförmige Pyramide in Trockenbauweise erbaut und am 16. Oktober 1879 fertiggestellt. Das Turminnere wurde im Wesentlichen aus Schutt ausgeführt. Eine Treppe führte an der Westseite des Turmes nach oben auf die Aussichtsplattform.
In den 1960er Jahren lösten sich altersbedingt die ersten Steine am Turm und 1970 rutschte der östliche Teil des Turmes ab. Zur Errichtung von Wegen für Motorfahrzeuge und Wiederherstellung des Turmes wurden im Jahr 1971 30.000 DM investiert.
Im Jahr 2002 und im Oktober 2007 stürzten erneut Teile des Turms ein. Der Turm wurde gesperrt und ein Bauzaun verhinderte das Betreten der Turmreste. Die Gemeinde Birkweiler und der Ortsbezirk Queichhambach konnten mit Unterstützung durch EU-Fördermittel 2018 mit dem Wiederaufbau beginnen. Anlässlich des von der Feuerwehr Birkweiler veranstalten Hohenbergfestes wurde der Turm am 1. Mai 2019 wiedereröffnet.